# Fridolinho de Säckingen
São Fridolinho ou Fridolinho de Säckingen (às vezes também grafado Fridolino, por influência da língua italiana) foi um missionário fundador da Abadia de Säckingen, na Baviera, Alemanha, entre os séculos VI e VII. Ele é consagrado "Apóstolo dos alamanos", embora de acordo com a tradição seja originário da Irlanda.